# Teucholabis (Teucholabis) latibasalis
Teucholabis (Teucholabis) latibasalis is een tweevleugelige uit de familie steltmuggen (Limoniidae). De soort komt voor in het Neotropisch gebied.